# Jean-Baptiste Denis

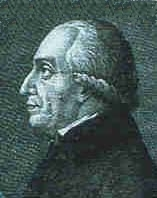
Jean-Baptiste Denis

Jean-Baptiste Denis (* um 1640 in Paris; † 3. Oktober 1704 ebenda) war einer der Ärzte des französischen Königs Ludwig XIV. Er führte die erste vollständig dokumentierte Bluttransfusion am Menschen durch.

## Leben
Denis wurde um das Jahr 1640 als der Sohn eines königlichen Wasseringenieurs geboren, der für die Wasserzuführung von der Seine in die Brunnen des Gartens von Versailles zuständig war. Es ist nicht nachweisbar, ob Denis in Reims oder Montpellier studiert hat. Seit 1664 unterrichtete er in seiner Wohnung in Paris Mathematik, Physik und Medizin. Diese Vorlesungen wurden auch schriftlich verbreitet.  
In die medizinische Geschichte ging er durch die erste dokumentierte Bluttransfusion ein. Nach der Entdeckung des Blutkreislaufs durch William Harvey in der Zeit um 1650 und verschiedenen Versuchen der Bluttransfusion zwischen Tieren in England und in Frankreich in den Jahren 1665 und 1666 führte Jean-Baptiste Denis am 15. Juni 1667 in Paris die erste aufgezeichnete erfolgreiche Blutübertragung von Tierblut (einem Lamm) zum Menschen (einem 15-jährigen Jungen) durch. Der Junge überlebte die Transfusion. Nachdem bei drei weiteren Transfusionen auch zwei Todesfälle auftraten, wurde am 17. April 1668 gerichtlich festgelegt, dass Transfusionen erst nach Genehmigung durch die medizinische Fakultät der Universität Paris durchgeführt werden durften. Daraufhin wurde das Verfahren zunächst nicht mehr praktiziert.